# ロクサネ
ロクサネ（ギリシア語：Ρωξάνη, ラテン文字表記：Roxane, 紀元前343年以前 - 紀元前310年頃）は、バクトリアの王女で、アレクサンドロス3世（大王）が最初に結婚した后である。紀元前343年以前に生まれたが、正確な年は分かっていない。アヴェスター語でRaoxshnaまたはRoshanakは、「輝く美しさ」という意味である。

## 人生
ロクサネは、バクトリアのオクシュアルテスの娘としてバルフで生まれ、16歳の時にアレクサンドロス3世と結婚した。バルフは最後にアレクサンドロス3世の手に落ちたペルシア帝国の地域であった。古代の文献は、アレクサンドロス3世のロクサネに対する公然の愛について記述している。ロクサネは、紀元前326年に行われたアレクサンドロス3世のインド北部への遠征に同行した。
紀元前323年にアレクサンドロス3世がバビロニアで突然死去すると、彼女はアレクサンドロス3世との間の子を産み、アレクサンドロス4世と名付けた。また、アレクサンドロス3世の死後、ロクサネは別の后であるスタテイラと、その姉妹ドリュペティスまたは3人目の后パリュサティス2世を殺害した。
ロクサネと息子のアレクサンドロス4世は、マケドニアでアレクサンドロス3世の母オリュンピアスに保護されたが、紀元前316年にオリュンピアスは暗殺され、カッサンドロスは即位を望んだ。アレクサンドロス4世は、アレクサンドロス帝国の正当な後継者であったため、カッサンドロスは紀元前310年頃に彼とロクサネの殺害を命じた。